# Startrack Vol. 1
Startrack Volume 1 is een verzamelalbum van de Nederlandse progressieve-rockband Supersister. Het is nooit op cd verschenen.

## Nummers
1. "Bagoas" (Robert Jan Stips/Ron van Eck)
2. "Judy Goes On Holiday" (Supersister)
3. "Babylon" (Robert Jan Stips/Ron van Eck)
4. "Pudding en Gisteren (Music for Ballet)" (Excerpt) (Robert Jan Stips/Ron van Eck; arrangement: Supersister)
5. "Present From Nancy" (Robert Jan Stips/Ron van Eck)
6. "Mexico" (Robert Jan Stips)
7. "Energy (Out Of Future)" (Excerpt) (Robert Jan Stips)
8. "Higher" (Robert Jan Stips)

## Bezetting 1
(op alle nummers met uitzondering van "Bagoas" en "Babylon")
- Robert Jan Stips: toetsinstrumenten, zang
- Sacha van Geest: dwarsfluit, zang
- Ron van Eck: basgitaar
- Marco Vrolijk: drums

## Bezetting 2
(op "Bagoas" en "Babylon")
- Robert Jan Stips: toetsinstrumenten, zang
- Charlie Mariano: dwarsfluit, zang
- Ron van Eck: basgitaar
- Herman van Boeyen: drums